# 瞬断
瞬断（しゅんだん）とは、電源や、通信などの信号が、一瞬途切れる現象。瞬電（しゅんでん）、瞬停（しゅんてい）とも呼ばれる。
通信業界で通信回線の接続が短い時間切れてしまう現象を指すほか、動画・音声についても、一瞬途切れることを瞬断と指すことがある。

## 電力系統における定義
電流の供給を受けている側（負荷側）の電圧は、零ボルトになる現象で1分を越えない電圧低下。停電の一種。

## 類似現象
完全には停電しないが数サイクル程度の短い時間だけ電圧が低下する現象は「瞬時電圧低下」、「瞬低」と呼ばれる。
日本工業規格（JIS）では、「電力系統のある地点における1⁄2周期から数秒の期間（1分を越えない）、継続する突然の電圧低下」と定義し、「電圧ディップ」の用語を用いる。

## 発生原因

### 電力の瞬断の場合
電力の瞬断は、主に次の原因がある。
電源系統の容量不足
同一電源系統内の電子機器の動作（主にモーターなど大電力を要する機器・部品の起動時など）によって、電圧が低下してしまう。理由としては、供給量がそもそも不足している場合や電源配線の容量不足などが考えられる。
電力会社による給電不足
工業地帯の場合、地域の商用電源自体が不安定であり、地域全体の負荷増大（隣接する工場で大電力を要する機械を始動した際など）によって電圧低下が起こることもある。理由としては、電力会社の設備計画不備などが考えられる。
電源線の接触不良
電源ケーブルやコネクタ部の不良などにより接触が悪くなる場合に一時的に電力供給が少なくなり発生する。
電力会社による危険回避のための送電ルート切り替え
電力会社では、落雷などによるサージが発生した場合、もしくはその恐れがある場合、影響の拡大を最小限に抑えるために、そのルートを送電線路から切り離し、別のルートからの送電に切り替えることがある。このとき、電圧が瞬間的に下がることがある。

### 通信・その他の瞬断の場合
通信の瞬断は、通信機器への電力供給に何らかの問題が生じた場合や、幹線における通信経路の切替の際に信号の周波数・位相などにずれが生じ波形が乱れた場合などに起きることが多い。
映像・音声の瞬断は、上記のほか、外乱によるデータ受信障害などが原因で起こることもある。

## 影響

### 照明
瞬断によりちらつきが発生する。

### コンピュータ
コンピュータの誤動作、障害の原因となる。瞬断を含む電源供給の不安定さを原因として、データ破損、システム障害など様々な障害が発生しうる。
障害が発生する要因としては、通電中のみ記憶しつづけるメモリ（揮発性メモリ）にデータを保持しているため、電源障害によりデータが消失したり、ハードディスクなど不揮発性の補助記憶装置においても記録の不整合や破損が起きることにより、オペレーティングシステムを含めたデータ、システムの破損を招くことがある。まれに、電源障害によりハードウェア障害を引き起こすこともある。
未記録のデータは消失または破損する。システムの再起動により復旧できない場合など、ディザスタリカバリに長時間を要することがある。

### ネットワーク
通信の瞬断の場合、その時点である二点間のコネクションが切断され、通信を再開するためには再びハンドシェイク手続きから接続をやり直さなければならないことが多い。自動でそのような再接続処理を行わないシステムの場合、瞬断の時点でコネクションが切れたまま再接続が行われないため、データ交換などに大きな影響が出る。
特に金融機関の勘定系システムなどはリアルタイム性が重要な要素であり、瞬断であってもその間に重要なデータをやり取りしていた場合最終的な決済に大きな影響が出る。そのようなシステムの場合、あらかじめ定められたメンテナンス時間以外での瞬断は事実上許されない。

### 産業用電力
半導体など、長期間にわたり複雑かつ精密な工程を要する製造においては、微妙な制御状況が確認できなくなり、製品の品質保証が困難となるため多数の不良品が生じるおそれがある。2010年に中部電力四日市火力発電所で発生した瞬時電圧低下事故では、半導体工場や製油所に操業停止の影響が生じた。

### 開閉サージによる影響
開閉器の切り替えに伴う瞬時電圧低下の場合、どうしてもサージ電圧・サージ電流が発生する。対策は進んでいるものの、配電線のインダクタンスや切り替え時の電力需要の関係上、0になるまでにはいたっていない。サージ電圧は、定格電圧の2倍から7倍にのぼる。
最近の電気用品安全法や内線規程では、これらを見越して耐圧を設定しているものの、サージに弱いコンピュータなどでは、このサージの影響を受けることがある。

## 防止策

### 電力の瞬断の場合
- 無停電電源装置を挟む

UPSとも呼ばれている無停電電源装置を機器と電源の間に設置することで、瞬断時に無停電電源装置の電力に自動的に切り替わり瞬断を防ぐことが出来る。

### 通信・その他の瞬断の場合
- 自動で再接続/再送処理を行う通信プロトコルを使用する

通信経路で何らかの障害が発生した場合、一定時間経過しても相手からデータを受け取った旨の応答がない場合には自動で経路の再接続・データの再送を行うような通信プロトコルを使用する（インターネットにおけるTCP/IPが代表例）。
- 信号の位相を合わせてから経路切替を行う

通信経路を切り替える際に、信号の周波数や位相が合うまで新しい経路への切替を待った上で切替を行う。Synchronous Digital Hierarchy (SDH) 等において使用されている。